# Резиновые сапоги

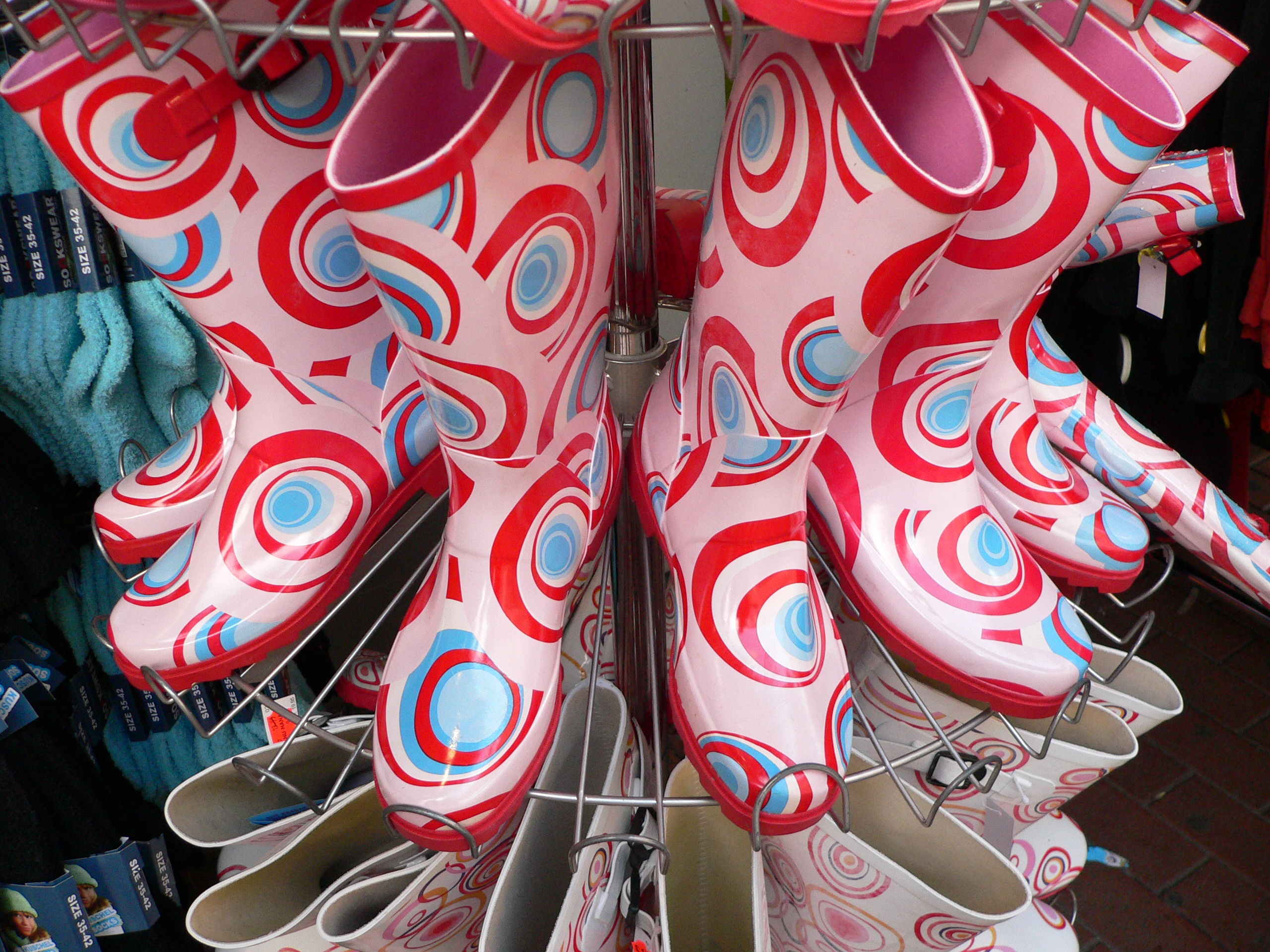
Цветные резиновые сапоги-веллингтоны (Wellingtons), популярные в Канаде

Рези́новые сапоги́ — вид обуви, первоначально созданный для защиты ног от воды, влаги и других факторов внешней среды. Зачастую резиновыми называют сапоги из ПВХ, что не вполне корректно.

## История
Прообразом первых резиновых сапог были сапоги индейцев Южной Америки. Они заходили по колено в сок каучукового растения и латекс застывал у них на ногах.
Американский изобретатель Чарльз Гудьир в 1839 году сумел придать каучуку стабильную консистенцию. Своим изобретением Гудьир поделился с Томасом Хэнкоком и Чарльзом Макинтошем, которые в 1843 году сумели запатентовать изобретение, и в 1851 году появились первые резиновые сапоги.
В Великобритании и бывших колониальных странах резиновые сапоги получили называние ботинки Веллингтона или сапоги-веллингтоны (англ. Wellington boots) в честь первого герцога Веллингтонского Артура Уэлсли, который поручил сапожнику провести модификацию армейских ботфортов образца XVIII века. Новый образец обуви производился из кожи, и лишь к концу XIX века, после покупки Хирамом Хатчинсоном у Чарльза Гудьира патента на использование вулканизации, было налажено производство водонепроницаемых сапог.
В Испании резиновые сапоги обрели популярность под названием Кatiuskas (Катюшки), благодаря поставленной в Барселоне в 1931 году сарсуэле Katiuska, la mujer rusa (с исп. — «Катюшка, русская женщина»), в которой главная героиня появлялась на сцене в высоких водонепроницаемых сапогах.
В СССР резиновые сапоги впервые появились в 1920-х годах.

## Материалы изготовления
Большую популярность получили сапоги, изготовленные из ПВХ. Их отличает возможность создания любых узоров и рисунков на поверхности, использования ярких цветов, а также лёгкость, прочность и, следовательно, долговечность. Другой альтернативой резине в производстве подобной обуви является силикон.
Сапоги из ПВХ имеют свойства противоположные сапогам из резины, как физико-химические, так и гигиенические. Резиновые сапоги являются маслобензостойкими, хорошо переносят высокую и низкую температуры, пригодны для пищевых производств, горячих цехов. Сапоги из ПВХ химически активного материала нестойки к щелочам и кислотам, материал органолептичен — не является маслобензостойким, не переносят нагрева (плавится с выделением фосгена и диоксинов), ядовиты — не пригодны для пищевых производств. Сапоги из ПВХ непрочны, ядовиты и недолговечны. (обратное утверждает лишь реклама) Деполимеризация ПВХ начинается сразу после окончания полимеризации, постоянная деструкция материала может быть замедлена стабилизаторами, но незначительно, короткий срок службы, быстрое старение материала не позволит передавать сапоги из поколения в поколение, в отличие от резиновых.